# Castillo de Embid

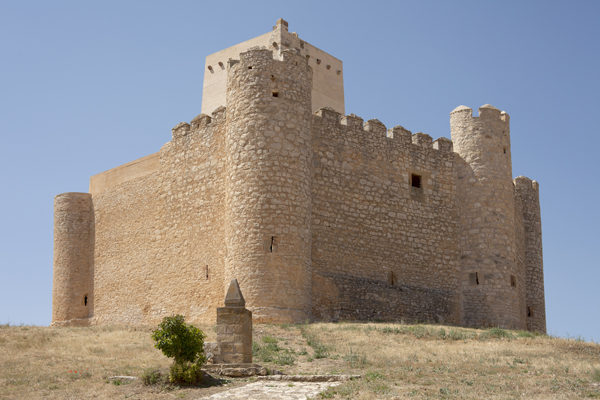
Burg von Embid

Das Castillo de Embid (deutsch Burg von Embid) ist eine Burg in Embid, einer Gemeinde in der spanischen Provinz Guadalajara der Autonomen Region Kastilien-La Mancha, die im 14. Jahrhundert errichtet wurde. Die Burg, auf einem Hügel über dem Ort stehend, ist ein geschütztes Baudenkmal.

## Geschichte
Alfons XI. ordnete 1351 den Bau der Burg an, die ein wichtiger Stützpunkt der Grenzbefestigung zwischen dem Königreich Kastilien und dem Königreich Aragonien wurde. Während des Spanischen Erbfolgekriegs Anfang des 18. Jahrhunderts wurde die Burg in Brand gesteckt.

## Beschreibung
Die Burg ist auf einem sechseckigen Grundriss errichtet und wird von runden Wehrtürmen gesichert. In der Mitte überragt der freistehende, quadratische Hauptturm die Befestigungsanlagen. Der nördliche Teil der Burg ist mit seiner Zinnenbekrönung fast vollständig erhalten geblieben. 